# Andon Beça
Andon Beça (ur. 7 września 1879 na terenie Kosowa, zm. 31 października 1944 w Wiedniu) – albański przedsiębiorca, minister finansów Albanii w 1943 roku.

## Życiorys
Ukończył szkołę średnią w rumuńskiej szkole w Manastirze. Rozpoczął następnie studia wyższe na Uniwersytecie Bukareszteńskim, jednak studiów nie ukończył.
W latach 30. XX wieku przedsiębiorstwo Andona Beçy było zaangażowane między innymi w elektryfikację Elbasanu oraz w budowę drogi łączącej Elbasan z Tiraną.
W latach 1939–1941 pełnił sunkcję sekretarza w ministerstwach Gospodarki Narodowej, Leśnictwa oraz Przemysłu i Handlu.
W 1943 roku był ministrem finansów Albanii; po kapitulacji Włoch wycofał się z życia politycznego.
W październiku 1944 wraz z Shefqetem Verlaçim i Vizhdanem Risiliną wyjechał do Niemiec; Beça zmarł tam 31 października tego roku w Wiedniu.